# Lorenzo Guadagnini
Lorenzo Guadagnini (Cerignale, 1685 – Piacenza, 15 giugno 1746) è stato un liutaio italiano, considerato il capostipite della celebre famiglia di liutai attiva nell'Italia Settentrionale dal 1740 fino alla metà del XX secolo.

## Biografia
Figlio di Tomasino e Agostina, le prime informazioni riguardanti Lorenzo si hanno quando compì cinquantanni e si trasferì a Piacenza.
Durante la sua carriera lavorativa si occupò esclusivamente di agli strumenti ad arco, e sono conservati attualmente dodici violini e una viola, tutti risalenti agli anni 1740-1745.
Potrebbe essere stato un allievo di Antonio Stradivari e quindi aver soggiornato a Cremona, anche se evidenzia una influenza stilistica più di G. Guarnieri, per la caratteristica forma a punta data alla "effe".
I suoi strumenti si distinsero soprattutto per la colorazione rossa viva, per la voce sonora e la stabilità dell'intonazione.
La sua opera proseguì grazie alla mano sapiente e brillante del figlio Giovanni Battista Guadagnini, con cui la casa raggiunse il suo massimo splendore.